# Transistores HEMT

Sección de un transistor pHEMT de composición GaAs/AlGaAs/InGaAs

Los HEMT, acrónimo del inglés High electron mobility transistor (Transistor de alta movilidad de electrones), también conocidos como HFET, acrónimo de Heterostructure FET (FET de Heteroestructura, que a su vez es el acrónimo de Field Effect Trasistor, transistor de efecto de campo) o también MODFET, Modulation-doped FET (Transistor FET de dopado modulado) son un tipo de transistor de efecto de campo que incorporan una unión entre dos materiales con diferentes bandas prohibidas, una heterounión, como canal de conducción en vez de una región dopada como es generalmente el caso de los MOSFET. 
La composición más habitual de estos transistores es una combinación de arseniuro de galio, GaAs, con arseniuro de galio-aluminio, AlGaAs; aunque existe una gran variabilidad en función de la aplicación a la que se destine. Existen transistores que contienen indio, que generalmente presentan mejores rendimientos a altas frecuencias, mientras que recientemente se han introducido transistores con nitrito de Galio, GaN, que presentan mejor rendimiento en alta potencia.
Las aplicaciones de estos transistores son similares a los transistores MESFET, telecomunicación en las bandas de microondas y de onda milimétrica, radar, radioastronomía y en general en cualquier aplicación que requiera de alta ganancia y bajo ruido a altas frecuencias

## Principio de funcionamiento

Estructura bandas prohibidas de un transistor HEMT de composición GaAs/AlGaAs.

Los semiconductores se contaminan a propósito con impurezas, dopándose, para permitir la movilidad de los electrones a través de ellos. En cualquier caso, estos electrones son ralentizados por las colisiones que sufren con las impurezas dopantes que se usan para generarlos en una primera capa. 
Los transistores HEMT evitan este problema mediante el uso de electrones de alta movilidad generados por la heterounión de una capa donadora de tipo N de banda prohibida ancha y altamente dopada, AlGaAs en la figura, y una capa canal de banda prohibida estrecha y no dopada, GaAs en la figura. Los electrones generados en la fina capa de tipo N de AlGaAs caen todos en la capa de GaAs dejando completamente vacía la capa anterior debido a que la heterounión creada por dos materiales de diferente ancho de banda prohibida forma un pozo cuántico en la banda de conducción en el lado del GaAs donde los electrones se pueden mover rápidamente sin colisionar con ninguna impureza ya que esta capa no está dopada y de la que además no pueden escapar. El efecto resultante es la creación de una capa muy fina y con mucha concentración de electrones conductores con muy alta movilidad, dando al canal una muy baja resistividad. A esta capa se la llama gas de electrones bidimensional. Como todos los transistores de efecto de campo, la tensión aplicada a la puerta (gate) del transistor modifica la conductividad de esta capa.
Habitualmente, los dos materiales distintos usados en una heterounión deben tener el mismo parámetro de red, es decir, sus estructuras cristalinas deben ser prácticamente iguales. De esta manera las moléculas de cada uno de los materiales casan, sean concordantes en la unión eliminando las discontinuidades que podría haber en dicha unión y permitiendo que los electrones no queden atrapados en ellas lo que reduciría su rendimiento.
Existe un tipo de transistor HEMT, llamado pHEMT (acrónimo del inglés: pseudomorphic HEMT) en el que esto último no se cumple. En vez de una estructura cristalina equivalente se usa una capa extremadamente fina de uno de los materiales, tan fina que el parámetro de red se comprime para alcanzar y encajar con el del otro material. Esta técnica permite la construcción de transistores con mayores diferencias de bandas prohibidas que en los transistores HEMT normales, dándoles mayores rendimientos.
Otra manera de usar materiales de diferente parámetro de red es colocar una capa intermedia ente ellas. Los transistores construidos de esta manera se llaman mHEMT (acrónimo del inglés: metamorphic HEMT). Esta capa intermedia se hace de Arseniuro de aluminio-indio, (AlInAs), cuya cantidad de Indio es ajustada para que tanto el parámetro de red del substrato de GaAs y el del canal, hecho en este caso de arseniuro de indio y galio, (GaInAs), sean semejantes entre sí. La ventaja de esta construcción es que es sencillo obtener cualquier concentración de Indio en el canal, por lo que los transistores pueden ser optimizados en función de su aplicación, con bajas concentraciones de indio se consiguen bajos ruidos electromagnético y con altas concentraciones se obtienen altas ganancias